# Jevi (Guria)
Jevi (en georgiano: ხევი) es un pueblo de Georgia ubicado en el este de la región de Guria, siendo parte del municipio de Chojatauri.

## Toponimia
El antiguo nombre del pueblo es Mamaladze (en georgiano: მამალაძე).

## Geografía
Jevi se encuentra en el margen derecho del río Gubazeuli, a 15 km de Chojatauri.

## Historia
En la década de 1970, la expedición arqueológica de Tskaltubo reveló un asentamiento neolítico temprano en el pueblo, cerca de la confluencia de Satobiskeli y Gubazeuli, y descubrió un tesoro de la Alta Edad del Bronce.
Durante el período soviético, el cultivo de té y la cría de animales estaban muy extendidas.

## Demografía
La evolución demográfica de Jevi entre 1908 y 2014 fue la siguiente:
| 510                                             | 1229 | 238 | 205 |
| (Fuente: Population of Georgia in Soviet times) |      |     |     |

Según el censo de 2014, los georgianos constituían el 98,5% de la población.

## Infraestructura

### Arquitectura, monumentos y lugares de interés
En el pueblo hay una iglesia que lleva el nombre de San Nicolás y un monumento de Bugara Mamaladze.

### Educación
Hay una escuela pública en el pueblo.

### Transporte
La carretera Chojatauri-Bajmaro pasa por el pueblo. 